# Vu Cao Dam
Vu Cao Dam (Hanoi, Vietnam, 1908 - Saint-Paul de Vence, França, 2000) fou un pintor vietnamita i un dels pintors més importants de la pintura a Indoxina del segle xx.
Emigrà el 1931 a Paris per seguir amb els seus estudis de Belles Arts després de graduar-se a l'Escola de Belles Arts d'Indoxina entre 1926 i 1931.
S'estableix a París fins a 1949. Té dos fills, Michel (Paris, 1940) i Yannick (Montfort-L'Amaury, 1942). De 1949 fins a 1951 viu a Béziers.
El 1951 es trasllada a Vence on coneix el pintor impressionista rus, Marc Chagall (1887-1985) i el 1959 es domicilia a Saint-Paul de Vence on roman fins a la seva mort.
A partir de 1963 la seva filla Yannick s'estableix a Mallorca, primer amb el pintor italià Domenico Gnoli (1933-1970) i després amb el seu marit l'artista Ben Jakober, amb el qual crea la Fundació Yannick i Ben Jakober a Alcudia, Mallorca, el 1994.
Vu Cao Dam morirà a Saint-Paul de Vence, França l'any 2000.